# Flughafen Rosario

i8
i11
i13
Der Aeropuerto Internacional Rosario «Islas Malvinas» ist der Flughafen der Stadt Rosario in Argentinien. Sein IATA-Code ist ROS, sein ICAO-Code SAAR. Er ist der einzige größere Flughafen des Landes, der nicht zur privaten Gesellschaft Aeropuertos Argentina 2000 gehört, Betreiber ist die Provinz Santa Fe.
Der Flughafen liegt westlich der Stadt Rosario nahe dem Stadtviertel Fisherton, weshalb er im Volksmund auch Aeropuerto de Fisherton genannt wird. Er war zwischen 2006 und 2016 die Drehscheibe der argentinischen Billigfluglinie Sol Líneas Aéreas. 2013 wurde die Landebahn renoviert, seit 2019 wird der Flughafen für bis zu 1,5 Millionen Passagiere pro Jahr ausgebaut.

## Fluggesellschaften und Ziele
| Fluggesellschaften    | Ziele |
| --------------------- | --- |
| Aerolineas Argentinas | Rio de Janeiro                                                                                           |
| Austral Líneas Aéreas | Buenos Aires-Jorge Newbery, Buenos Aires-Ezeiza, Bariloche, Mar del Plata, Mendoza, Puerto Iguazú, Salta |
| LATAM                 | Lima |
| Flybondi              | Puerto Iguazú, Salta                                                                                     |
| JetSmart              | Mendoza, Neuquén, Puerto Iguazú                                                                          |
| Copa Airlines         | Panama-Stadt                                                                                             |
| GOL Linhas Aéreas     | Rio de Janeiro                                                                                           |

## Verkehrszahlen
| Jahr | Fluggastaufkommen | Luftfracht (Tonnen) | Flugbewegungen |
| ---- | ----------------- | ------------------- | -------------- |
| 2017 | 747.571           | 413                 | 14.846         |
| 2016 | 510.056           | 291                 | 19.058         |
| 2015 | 377.559           | 224                 | 20.959         |
| 2014 | 237.970           | 215                 | 16.487         |
| 2013 | 133.232           | 167                 | 18.644         |
| 2012 | 172.955           | 138                 | 29.585         |
| 2011 | 181.281           | 318                 | 32.104         |
| 2010 | 124.765           | 40                  | 24.289         |
| 2009 | 118.716           | -                   | 17.914         |
| 2008 | 184.907           | -                   | 13.316         |
| 2007 | 162.914           | -                   | 10.579         |
| 2006 | 132.562           | -                   | 7.832          |
| 2005 | 141.018           | -                   | 4.722          |
| 2004 | 156.282           | -                   | 8.072          |
| 2003 | 142.774           | -                   | 7.801          |
| 2002 | 172.173           | -                   | 10.640         |
| 2001 | 247.725           | -                   | 17.419         |